# La Terrasse-sur-Dorlay
La Terrasse-sur-Dorlay ist eine französische Gemeinde mit 771 Einwohnern (Stand: 1. Januar 2022) im Département Loire in der Region Auvergne-Rhône-Alpes. Sie gehört zum Arrondissement Saint-Étienne und zum Kanton Le Pilat. Die Einwohner werden Pontérois genannt.

## Geographie
Die Gemeinde La Terrasse-sur-Dorlay liegt im Regionalen Naturpark Pilat am Fluss Dorlay, etwa 15 Kilometer östlich von Saint-Étienne. Umgeben wird La Terrasse-sur-Dorlay von den Nachbargemeinden Saint-Paul-en-Jarez im Norden, Pélussin im Osten und Südosten, Doizieux im Süden sowie Saint-Chamond im Westen.

## Bevölkerungsentwicklung
| Jahr                       | 1962 | 1968 | 1975 | 1982 | 1990 | 1999 | 2006 | 2015 | 2022 |
| -------------------------- | ---- | ---- | ---- | ---- | ---- | ---- | ---- | ---- | ---- |
| Einwohner                  | 462  | 500  | 465  | 520  | 545  | 653  | 713  | 787  | 771  |
| Quellen: Cassini und INSEE |      |      |      |      |      |      |      |      |      |

## Sehenswürdigkeiten

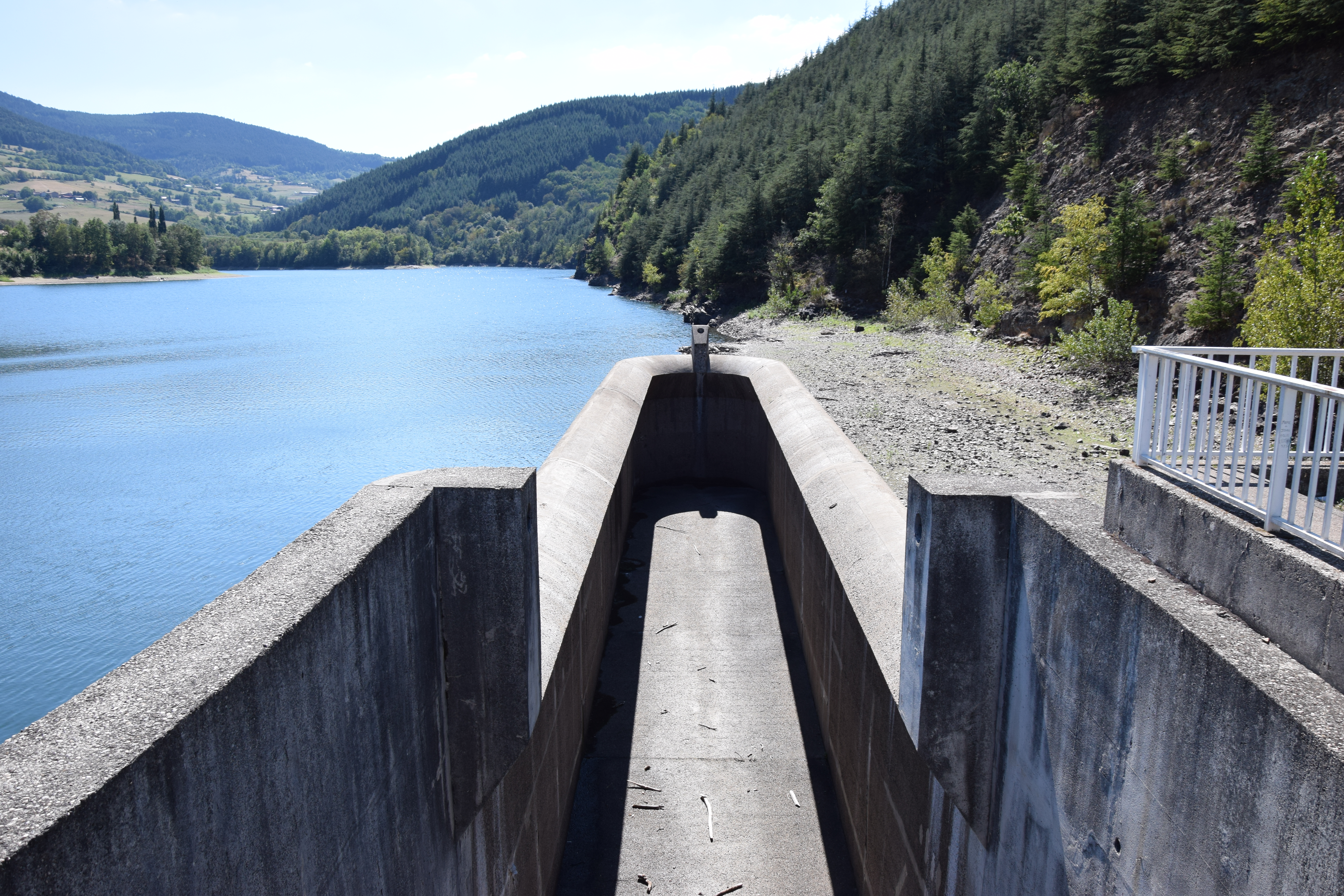
Überlauf der Talsperre

- Trinkwassertalsperre am Dorlay